# Suprema Corte do Paquistão
A Suprema Corte (português brasileiro) ou Supremo Tribunal (português europeu) do Paquistão (em urdu:  عدالت عظمیٰ پاکستان‎; Adālat-e-Uzma Pākistān) é o supremo tribunal na hierarquia judicial do Paquistão.

## História
Em 1861, o governo britânico na Índia promulgou a Lei dos Tribunais Superiores da Índia de 1861 que criou os tribunais superiores por todo subcontinente indiano em várias províncias enquanto abolia as supremas cortes de Calcutá, Bombaim, Madras e Lahore, e também criou o sistema Panchayat nas presidências autônomas.
Até a promulgação da Lei de Governo da Índia de 1935 que criou a Corte Federal, essas novas cortes superiores tinham os poderes distintivos de ser os mais altos tribunais para todos os casos. A Corte Federal da Índia tinha uma ampla gama de jurisdições para resolver disputas entre províncias, presidências e o governo britânico da Índia, frequentemente atendendo a apelos contra juízos das cortes superiores.
Depois da independência do Paquistão, como resultado da Partição da Índia em 1947, a Corte Federal da Índia também foi partida entre a Índia e o Paquistão e Harilal Kania tornou-se o primeiro chefe-de-Justiça da Índia e Mian Abdul Rashid tornou-se o primeiro chefe-de-Justiça do Paquistão.

Enquanto a tradição legal britânica continua a ser parte integral do Judiciário paquistanês, a existência moderna da Suprema Corte do Paquistão começou quando do primeiro conjunto da Constituição do Paquistão de 1956 foi promulgada a 23 de março de 1956. A ratificação da Constituição do Paquistão restabeleceu a Suprema Corte em 1956, substituindo o nome "Corte Federal" para "Suprema Corte", inicialmente tinha sua sede em Carachi onde atualmente a Corte Superior de Sinde existe atualmente. Em anos sucessivos, a Suprema Corte foi movida para a Corte Superior de Lahore até que a Suprema Corte fosse permanente movida até seu novo edifício construído em Islamabad em 1964.

## Decisões
Em 31 de outubro de 2018, a Suprema Corte do Paquistão absolveu Asia Bibi, uma mulher acusada de blasfêmia e condenada à morte em 2010.

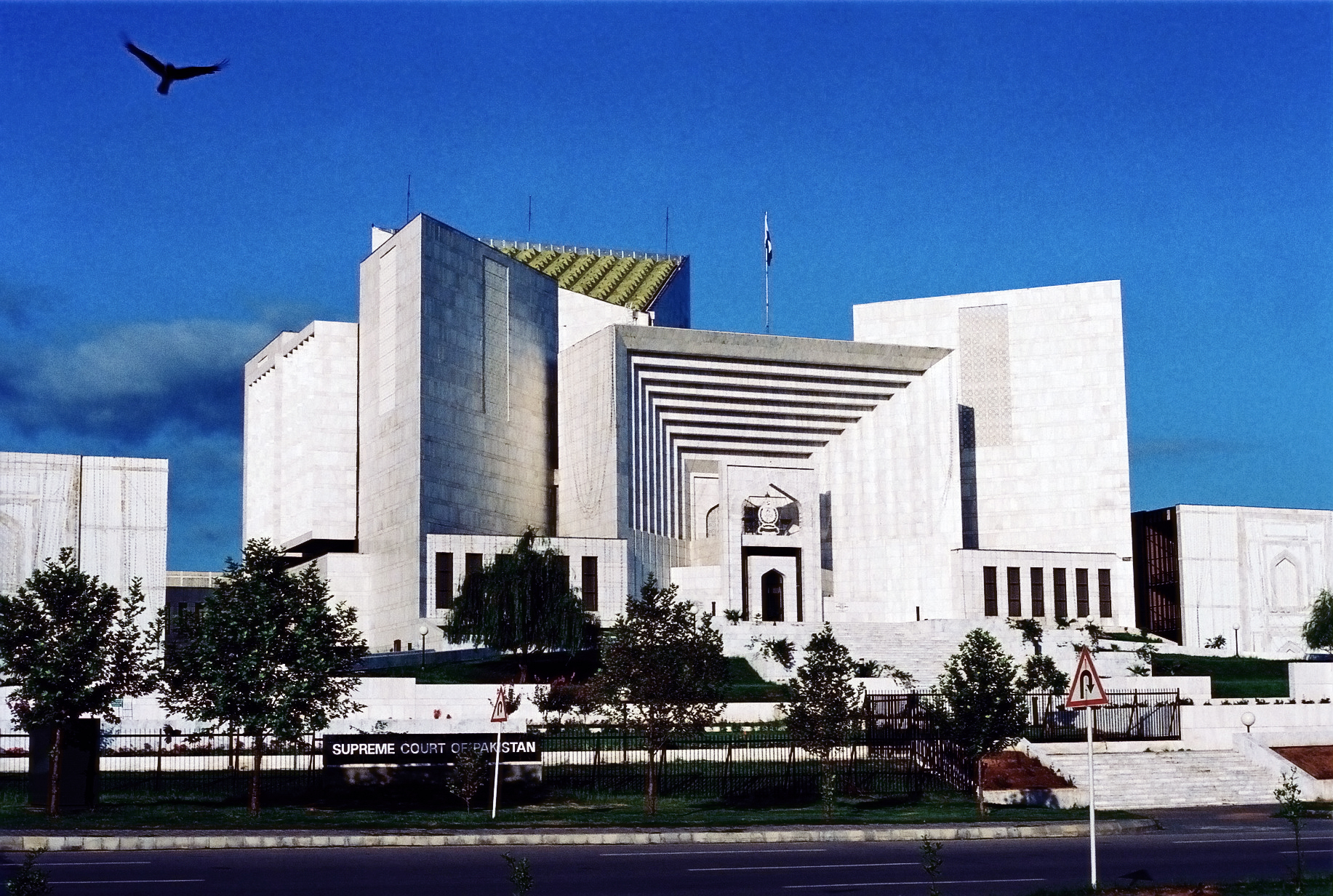
Prédio da Suprema Corte do Paquistão.